# Hannah Höch
Johanna (Hannah) Höch (Gotha, 1 november 1889 - Berlijn, 31 mei 1978) was een Duitse kunstenares, die vooral collages maakte. Zij is vooral bekend uit de dadaïstische periode (1914-1920). Later maakte ze werk dat tot het historisch realisme gerekend wordt.

## Opleiding
Höch was een dochter van een verzekeringsman en een moeder die als hobby de schilderkunst beoefende. Op vijftienjarige leeftijd moest zij haar schoolopleiding afbreken, om te zorgen voor haar broers en zusjes.
In 1912 schreef zij zich in bij een opleiding voor kunstnijverheid in Berlin-Charlottenburg, aan de Städtische Kunstgewerbe- und Handwerksschule Charlottenburg, waar zij zich specialiseerde in decoratieve vormgeving. Toen de Eerste Wereldoorlog in 1914 uitbrak reisde ze naar Keulen om een tentoonstelling te bezoeken. Het jaar daarop werd ze leerling van Emil Orlik.

## Dadaïsme
Via Orlik ontmoette ze ook Raoul Hausmann en werd ze zijn geliefde. Ze zijn samen geweest van 1915 to 1921. Met hem ontwikkelde ze de techniek van de fotomontage. Via Hausmann maakte ze in 1917 kennis met het dadaïsme en de kunstenaars die zich in Berlijn daarmee bezighielden. 
Vanaf 1920 werkte ze samen met John Heartfield in de November-Gruppe en nam ze ook deel aan hun jaarlijkse tentoonstelling. 
Johannes Baader gaf haar in deze periode de eretitel dadasofin. Hausmann noemde zichzelf dadasoof. De tweede h achter haar naam Hanna kreeg ze van Kurt Schwitters, omdat haar naam dan in twee richtingen gelezen kon worden, als palindroom, net als de naam Anna uit zijn dichtbundel An Anna Blume. Ze werkte in die periode bij de Berlijnse uitgeverij Ullstein.

## Snee met het keukenmes Dada door de laatste bierbuikcultuurperiode van Weimar
In 1920 maakte Höch haar belangrijkste werk uit de dadaperiode, getiteld Schnitt mit dem Küchenmesser dada durch die letzte weimarer Bierbauchkulturepoche Deutschlands (snee met het keukenmes dada door de laatste bierbuikcultuurperiode van Weimar-Duitsland). Het is een grote collage van 114 x 90 cm. Het werk geeft vooral de chaos weer van deze periode met uitgeknipte portretten van de afgezette keizer Wilhelm II, Paul von Hindenburg, rijkspresident Friedrich Ebert en bankier Hjalmar Schacht. Ook portretten van de dadaïsten zijn in het werk opgenomen, tussen tandraderen, kogellagers, wielen, uitgeknipte letters, dieren, sporters en dansers. Het werk toont ook een feministisch thema. Greta Garbo, Käthe Kollwitz en andere geëmancipeerde vrouwen zijn erin opgenomen. Ook bevat het werk een kaart (rechtsonder) waar de landen met vrouwenkiesrecht wit zijn gekleurd. Het is een voorbeeld van de satirische en verontrusting wekkende stijl van Höch uit deze periode.

## Nederland
In het voorjaar van 1921 gingen Höch en Hausmann uit elkaar. Over hun verhouding maakte ze in 1919 een collage Da Dandy, met het silhouet van het hoofd van Hausmann, waarbinnen de gezichten van andere vrouwen zich verdringen. In 1924 reisde Höch voor het eerst naar Parijs. Op de terugweg bezocht zij Mondriaan en zijn groep De Stijl. 
In 1926 leerde Höch de schrijfster Til Brugman (1888-1958) kennen, met wie ze tot 1936 samenwoonde in Den Haag. Van Brugman verscheen in 1935 het werk Scheingehacktes. Grotesken mit Zeichnungen von Hannah Höch.
De eerste solotentoonstelling van Höch vond plaats in Nederland, in 1929, bij Galerie de Bron, in Den Haag. Een solotentoonstelling met fotomontages en aquarellen, die zou plaatsvinden in het Bauhaus in Dessau, werd afgelast toen het Bauhaus werd gesloten.
In 1933 schilderde Chris Lebeau een portret van Höch.

## Na Dada
Op 1 mei 1929 werd een demonstratie van 200.000 arbeiders, met name communisten, neergeslagen door een politiemacht onder leiding van Karl Zörgiebel. Hanna Höch en John Heartfield maakten beiden een fotocollage naar aanleiding van deze gebeurtenis. Hartfield beeldde zichzelf af met het bovenlichaam van  Zörgiebel dat hij onthoofdde met een schaar (waarmee hij fotocollages maakte). Hanna Höch beeldt twee vrouwen af met een karikaturaal masker van Zörgiebel waarmee ze de kijker aanspoort om na te denken over de politieke impact van dit event. De Nederlandse kunstenaar en dadaist Erwin Blumenfeld, alias Jan Bloomfield, maakte in 1932 een fotomontage waarin hij het gezicht van Hitler laat zien in vergane toestand (het toont vooral zijn schedel). Hitler is vooral herkenbaar aan zijn haardracht en de swastika op zijn hoofd. Hanna Höch vraagt in haar werk ook aandacht voor het lot van vrouwen in de Weimar Republiek. In 1930 maakt zij het werk Mutter  waarin ze een zwangere vrouw toont met een masker op. Sins het verbod op het beeindigen van zwangerschappen onder de Duitse wet was er een dramatische toename van het aantal abortussen dat in het geheim uitgevoerd werd door vrouwen met alle gezondheidsrisico's vandien. In 1931 werden meerdere werken van Höch getoond op een expositie in het atrium van het voormalig Berlijn Museum. De Nederlandse curator en kunstenaar César Domela-Nieuwenhuis verduidelijkte in deze expositie wat het nieuwe medium fotomontage betekent. Eduard von der Heydt, bankier en verzamelaar kocht naar aanleiding van deze tentoonstelling twee werken van Hannah Höch. 
In 1932 kreeg Höch de mogelijkheid om in de VS een tentoonstelling te houden. In 1934 exposeerde zij haar werk Die Kokette I op een tentoonstelling in Brno, Tsjechie. Dit werk past in haar serie de Liefde waarin ze reflecteert op haar heterosexuele, homosexuele en platonische relaties. In dit werk zien we een gemaskerde vrouw zitten die wordt aanbeden door haar bestiale aanbidders zoals een baby met het hoofd van een hond en een hond met het hoofd van een man. Dit speelse, vrolijke werk verschilt van de meer cynische en chaotische fotomontages die zij maakte in haar Weimar periode. Ze lijkt in dit werk beinvloed te zijn door kunstenaars met wie ze bevriend raakte zoals Kurt en Helma Schwitters, Hans en Sophie Taeuber-Arp en Theo en Nelly van Doesburg. Ondanks het naziregime verhuisden Höch en Brugman in 1936 naar Berlijn. 
Tussen 1935 en 1937 gingen Höch en Brugman uit elkaar. Brugman keerde in 1939 terug naar Nederland. Höch trouwde in 1938 met de pianist Kurt Matthies, van wie ze in 1944 weer scheidde. 
Van 1933 tot 1945, tijdens het naziregime, werd de kunst van Höch beschouwd als Entartete Kunst en mocht ze niet meer exposeren. Ze leefde ten tijde van het nationaalsocialisme afgezonderd in een noordelijke voorstad van Berlijn.
In 1965 werd Höch benoemd aan de academie van Berlijn. 
In haar latere periode maakte Höch kleurrijker werken, waaronder abstract werk. In veel van haar werk bleef de collagetechniek echter een rol spelen. Een retrospectief van haar werk is te zien geweest in 1975, in de Nationalgalerie te Berlijn en in het Musée d'Art Moderne de la Ville te Parijs. 
Höch overleed in Berlijn in 1978, 88 jaar oud. Ze liet een omvangrijk artistiek oeuvre na, wisselend van stijl. Haar eigen commentaar op haar werk was, Ich habe alles gemacht und mich um Handschrift und Merkmal nie gekümmert (ik heb alles gedaan zonder me te bekommeren om handschrift of kenmerken). Na haar overlijden ging haar nalatenschap naar de Berlinische Galerie.

## Werk

### Werk in openbare collecties (selectie)
- Fine Arts Museums of San Francisco
- National Gallery of Scotland
- National Gallery of Australia
- Busch-Reisinger Museum
- Hirshhorn Museum and Sculpture Garden
- Kunsthaus Zürich
- National Museum of Women in the Arts (Washington DC)

### Collages

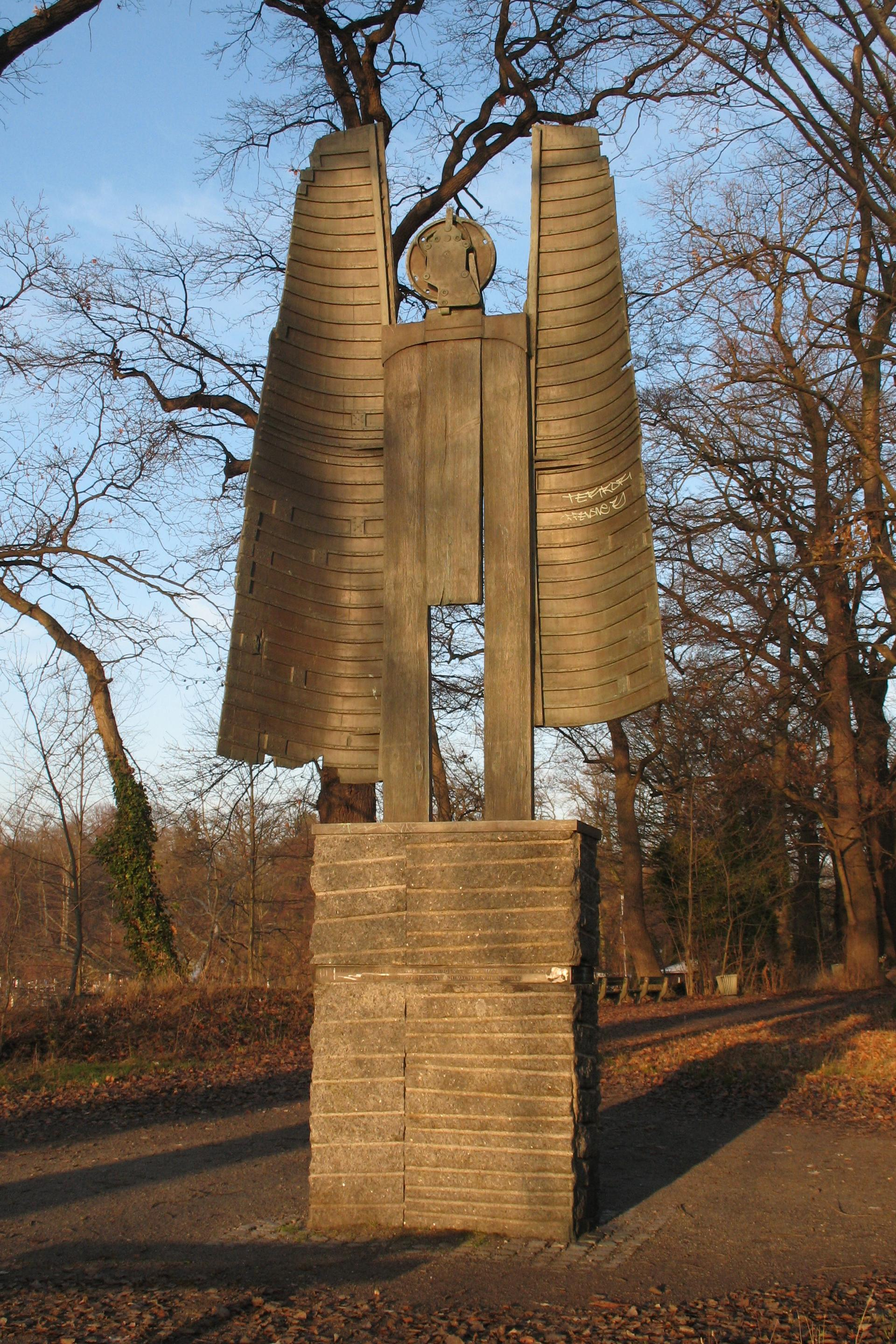
Hommage à Hannah Höch in Berlin-Tegel

- Snee met het keukenmes dada door de laatste bierbuikcultuurperiode van Weimar-Duitsland. 1919-1920. Collage van papierfragmenten. 114 × 90 cm. Berlijn, Staatliche Museen zu Berlin, Neue Nationalgalerie. Zie externe link.
- Die Kokette I 1923-1925
- Balans. 1925. Collage. Afmetingen en verblijfplaats onbekend. Zie externe link.
- Hardhandige mannen. 1931. Collage. Afmetingen en verblijfplaats onbekend. Zie externe link.
- Gebarsten eenheid. 1955. Collage. Afmetingen en verblijfplaats onbekend. Zie externe link.
- Grotesque. 1963. Collage. 25 × 17 cm². Verblijfplaats onbekend. Zie externe link.

### Tekeningen
- Studie voor man en machine. 1921. Waterverf en potlood op papier. 29 × 24,2 cm². Zie MoMA Online Collection.
- Der Kümmelspalter (De muggenzifter). 1922. Afgebeeld in Merz, nummer 1 (januari 1923): p. 10. Zie Digital Dada Library.